# Carlos Llosa
Carlos Llosa y Llosa (* Arequipa, 1849 - † 26 de mayo de 1880) fue un militar y héroe peruano de la Guerra del Pacífico en la cual encontró la muerte durante la Batalla del Alto de la Alianza el 26 de mayo de 1880.
Nació en Arequipa en el año 1849, durante su infancia y juventud fue testigo de importantes hechos de armas en su ciudad como fue la toma de Arequipa durante la guerra civil de 1856-1858 y la revolución restauradora del general Mariano Ignacio Prado en 1865 que posteriormente desembocó en la guerra con España y el glorioso combate del 2 de mayo.
En 1879 era Subprefecto de Islay cuando la guerra estalló, lo que hizo que renuncie a este cargo público para incorporarse en Arequipa al ejército activo que se encontraba próximo a salir en campaña; a petición del coronel Andrés A. Cáceres el entonces comandante Llosa fue nombrado por el general Prado jefe de Estado Mayor de la división de Cáceres bajo cuyo mando hizo la primera campaña del sur al término de la cual fue designado segundo jefe del batallón Zepita en reemplazo del teniente coronel Juan Zubiaga quien había muerto en la batalla de Tarapacá. 
El 26 de mayo de 1880 se libró la Batalla del Alto de la Alianza, en Tacna, tras ser rechazada la primera acometida de las divisiones chilenas los batallones aliados se lanzaron al ataque mandando Cáceres el Zepita y el Cazadores del Misti, durante el avance el coronel Cáceres cayó a tierra al ser muerto su caballo, mientras que poco después el comandante Llosa recibió un balazo en el pecho que lo mató instantáneamente, pese al heroísmo la batalla se perdió y los restos del ejército peruano tuvieron que retirarse al altiplano. Cáceres refiere en sus memorias que a su paso por Arequipa poco después fue recibido por la familia Llosa "compartiendo con ella el dolor que la embargaba a causa de la muerte del comandante Llosa, caído heroicamente en la batalla de Tacna".
Actualmente, una calle del barrio de San Lázaro, en el centro histórico de la ciudad de Arequipa, lleva su nombre. Al ser los Llosa una tradicional familia de la antigua aristocracia arequipeña, descendientes del maestre de campo español Juan de la Llosa y Llaguno natural de Vizcaya y fallecido en Arequipa en 1737, puede ser considerado pariente del escritor Mario Vargas Llosa y los directores de cine Claudia Llosa y Luis Llosa Urquidi.